# Список футбольных клубов Греции по числу выигранных титулов

В статье представлен список футбольных клубов Греции по числу выигранных титулов. В нём перечислены все греческие футбольные клубы, выигравшие хотя бы один из основных домашних трофеев (существующих в настоящее время или существовавших раньше). Эти трофеи включают в себя: Чемпионат Греции по футболу, Кубок Греции по футболу, Суперкубок Греции по футболу и Кубок греческой лиги.

## История
В 1927 году был организован первый национальный чемпионат Греции в форме кругового турнира между чемпионами трех лосновных органов. «Панатинаикос», «Олимпиакоc» и афинский АЕК отказались от участия, а «Арис» завоевал первый титул, опередив «Этникоc Пирей» и «Атромитос». Второй чемпионат был проведен в 1929 году, и в течение следующих нескольких лет в нем принимали участие несколько команд. Участники отбирались в греческий чемпионат через местные футбольные соревнования.
В 1959 году Чемпионат был переименован в Alpha Ethniki. Первый профессиональный чемпионат был организован в сезоне 1979/1980. В 2006 году была основана Super League.
Кубок Греции проводится с 1931 года. Суперкубок проводился в 1987—1989, 1992—1994, 1996, 2007 годах. Единственный Кубок лиги проводился в сезоне 1989/90.
В еврокубках греческие клубы должны были начать участие с сезона 1958/1959 в Кубке европейских чемпионов, но первый матч «Олимпиакоса» против «Бешикташа» не состоялся по политическим причинам. Поэтому фактический старт был отложен на один год..

## Титулы
Принятые сокращения
| Национальный чемпионат ЧГ = Чемпионат Греции по футболу | Национальные кубковые соревнования КГ = Кубок Греции по футболу СКГ = Суперкубок Греции по футболу КГЛ = Кубок греческой лиги ЛК = Лига конференций УЕФА |

### По клубам
|        | Клуб          | Город    | ЧГ | КГ | СКГ | КГЛ | ЛК | Итого | Последний трофей |
| ------ | ------------- | -------- | -- | -- | --- | --- | -- | ----- | ---------------- |
| 1      | Олимпиакос    | Пирей    | 48 | 28 | 4   | 0   | 1  | 81    | ЧГ 2024/25       |
| 2      | Панатинаикос  | Афины    | 20 | 20 | 3   | 0   | 0  | 44    | КГ 2023/24       |
| 3      | АЕК           | Афины    | 13 | 16 | 2   | 1   | 0  | 32    | КГ 2022/23       |
| 4      | ПАОК          | Салоники | 4  | 8  | 0   | 0   | 0  | 12    | ЧГ 2023/24       |
| 5      | Арис          | Салоники | 3  | 1  | 0   | 0   | 0  | 4     | КГ 1970          |
| 6      | Лариса        | Лариса   | 1  | 2  | 0   | 0   | 0  | 3     | КГ 2007          |
| 7      | Паниониос     | Афины    | 0  | 2  | 0   | 0   | 0  | 2     | КГ 1998          |
| 8 — 11 | ОФИ           | Ираклион | 0  | 1  | 0   | 0   | 0  | 1     | КГ 1987          |
| 8 — 11 | Кастория      | Кастория | 0  | 1  | 0   | 0   | 0  | 1     | КГ 1980          |
| 8 — 11 | Ираклис       | Салоники | 0  | 1  | 0   | 0   | 0  | 1     | КГ 1976          |
| 8 — 11 | Этникос Пирей | Пирей    | 0  | 1  | 0   | 0   | 0  | 1     | КГ 1933          |

### По городам
|       | Город    | Клубы                        | ЧГ | КГ | СКГ | КГЛ | ЛК | Итого | Последний трофей |
| ----- | -------- | ---------------------------- | -- | -- | --- | --- | -- | ----- | ---------------- |
| 1     | Пирей    | Олимпиакос, Этникос Пирей    | 48 | 29 | 4   | 0   | 1  | 82    | ЧГ 2024/25       |
| 2     | Афины    | Панатинаикос, АЕК, Паниониос | 32 | 35 | 5   | 1   | 0  | 75    | КГ 2023/24       |
| 3     | Салоники | ПАОК, Арис, Ираклис          | 6  | 9  | 0   | 0   | 0  | 17    | ЧГ 2023/24       |
| 4     | Лариса   | Лариса                       | 1  | 2  | 0   | 0   | 0  | 3     | КГ 2007          |
| 5 — 6 | Ираклион | ОФИ                          | 0  | 1  | 0   | 0   | 0  | 1     | КГ 1987          |
| 5 — 6 | Кастория | Кастория                     | 0  | 1  | 0   | 0   | 0  | 1     | КГ 1980          |